# اندیس کوه قلعه
کوه قلعه یک اندیس فلزی است که در حوالی شهر بهاباد استان یزد قرار دارد و مادهٔ معدنی موجود در آن، سرب و روی است.  